# ディーゼル・オート・カミオン

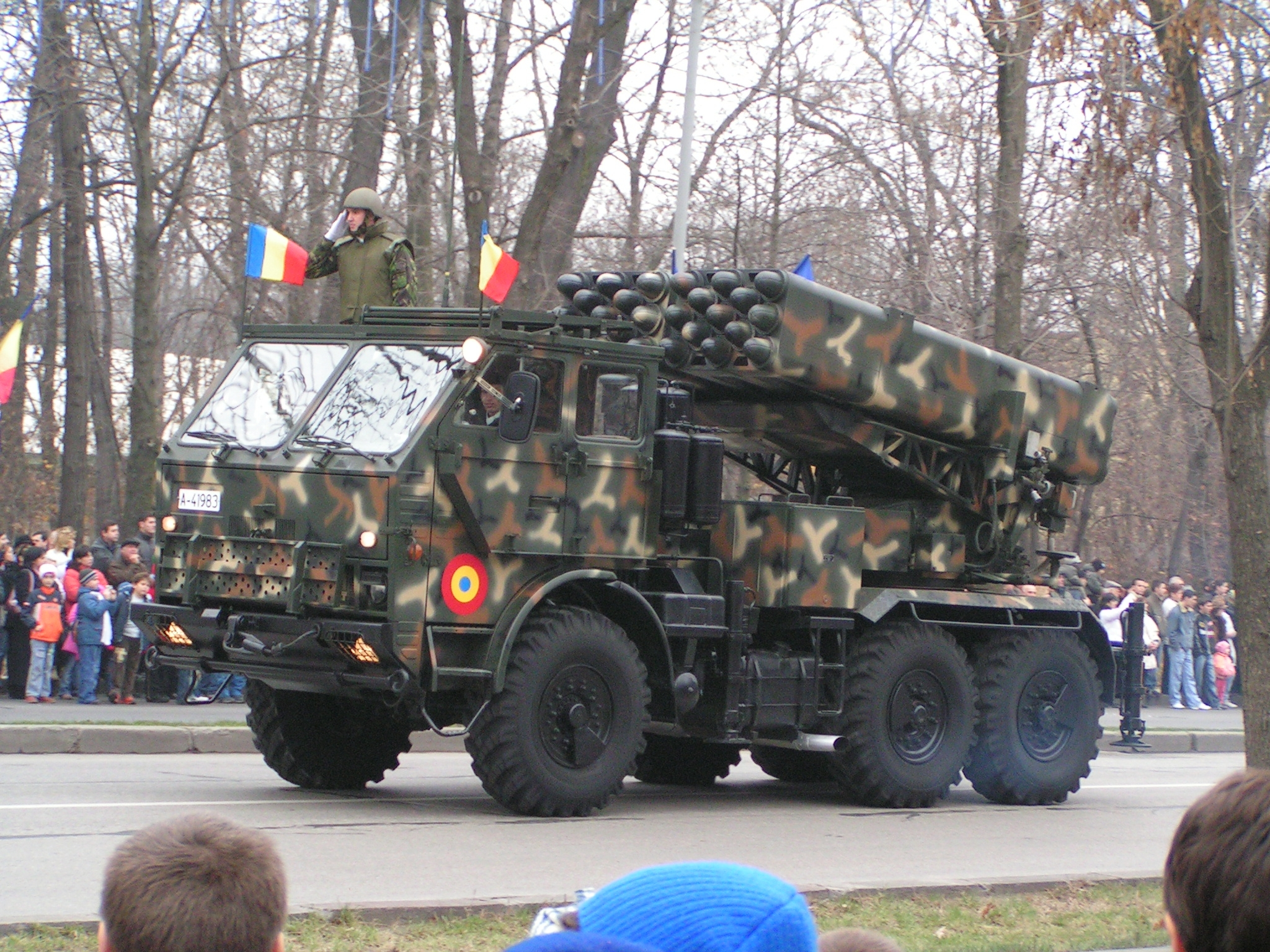
イスラエル・ミリタリー・インダストリーズが開発しルーマニア陸軍で使用されるDAC CNシリーズに多連装ロケット砲が搭載されたラロム（LAROM）

ディーゼル・オート・カミオン（Diesel Auto Camion, DAC）は、ルーマニアの貨物自動車メーカーであるロマン社（ROMAN）の軍事部門でのブランド名。ブラショフ県、ブラショヴに本社を構える。他国のサプライヤーに依存しない独自の軍用車両開発を目的に1977年に設立され、1990年代からは工場の近代化を行っており、ロマン社の軍用車部門となっている。
ロマン社は1921年に創業を開始したロムロック（ROMLOC）自動車工場を基礎として第二次世界大戦後に設立された。共産主義時代の精神から、この工場はスタグル・ロス（Steagul Rosu 赤旗）と命名されており、2000年には750,000台の車両を製造している。
なお、DACトラックはロマンのトラックと製造ラインを共有しているが、1971年に行われた西ドイツの自動車メーカーMANとルーマニア政府間で締結されたジョイントベンチャーの一部では無い。
CNシリーズとして、5トンシャーシにMAN製10.3ℓ 215馬力のディーゼルエンジンが搭載された6×6駆動式の車両が1977年に登場し、その後、4×4、8×8駆動や、出力が向上したV8エンジンやターボ搭載モデルなどの製造が行われている。

## モデル
- DAC 120 DE
- DAC 6135

## 画像

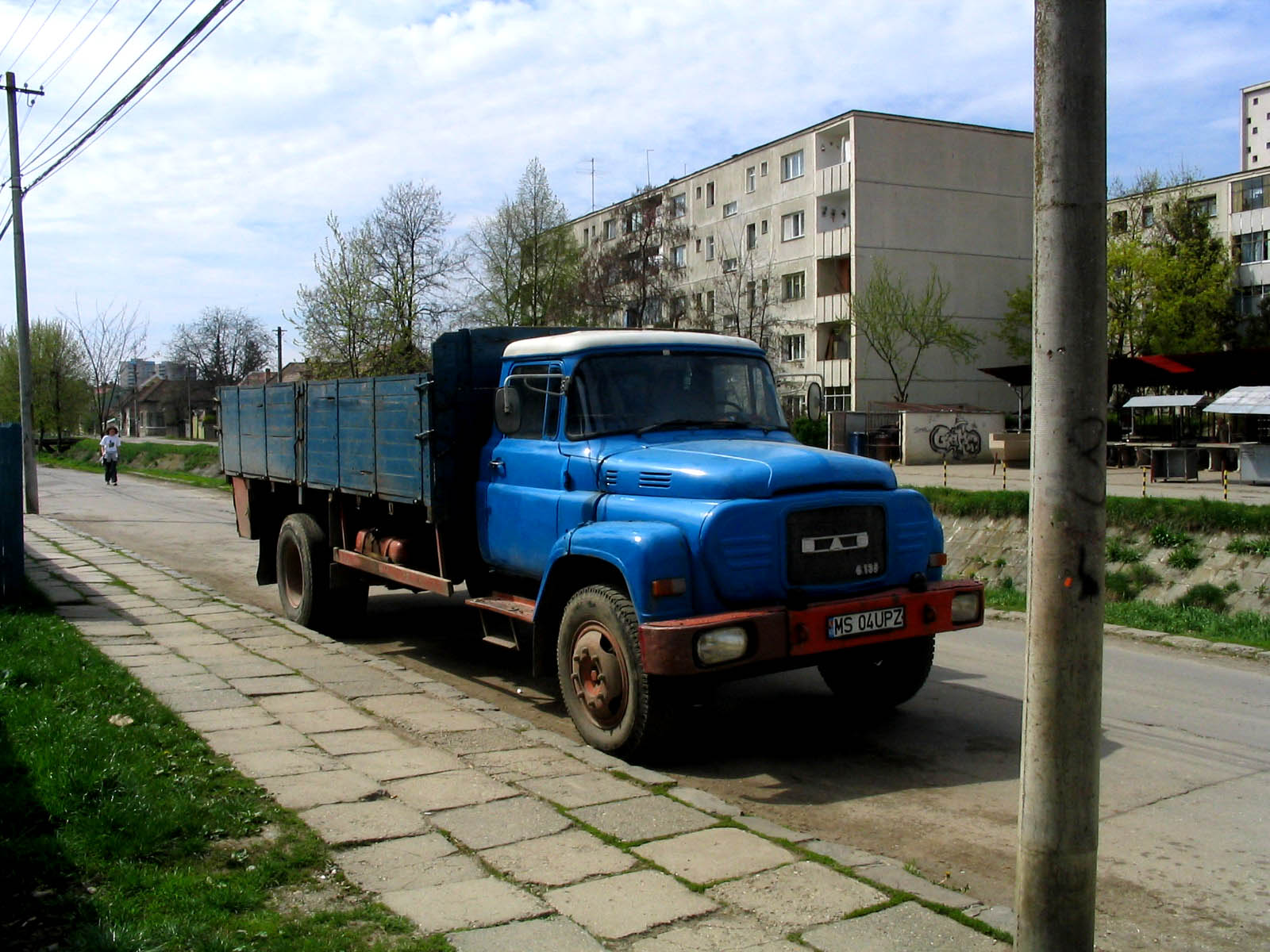
DAC 6135（SR-DAC）トラック。ブチェジ（Bucegi）SR-113のライセンス生産モデル
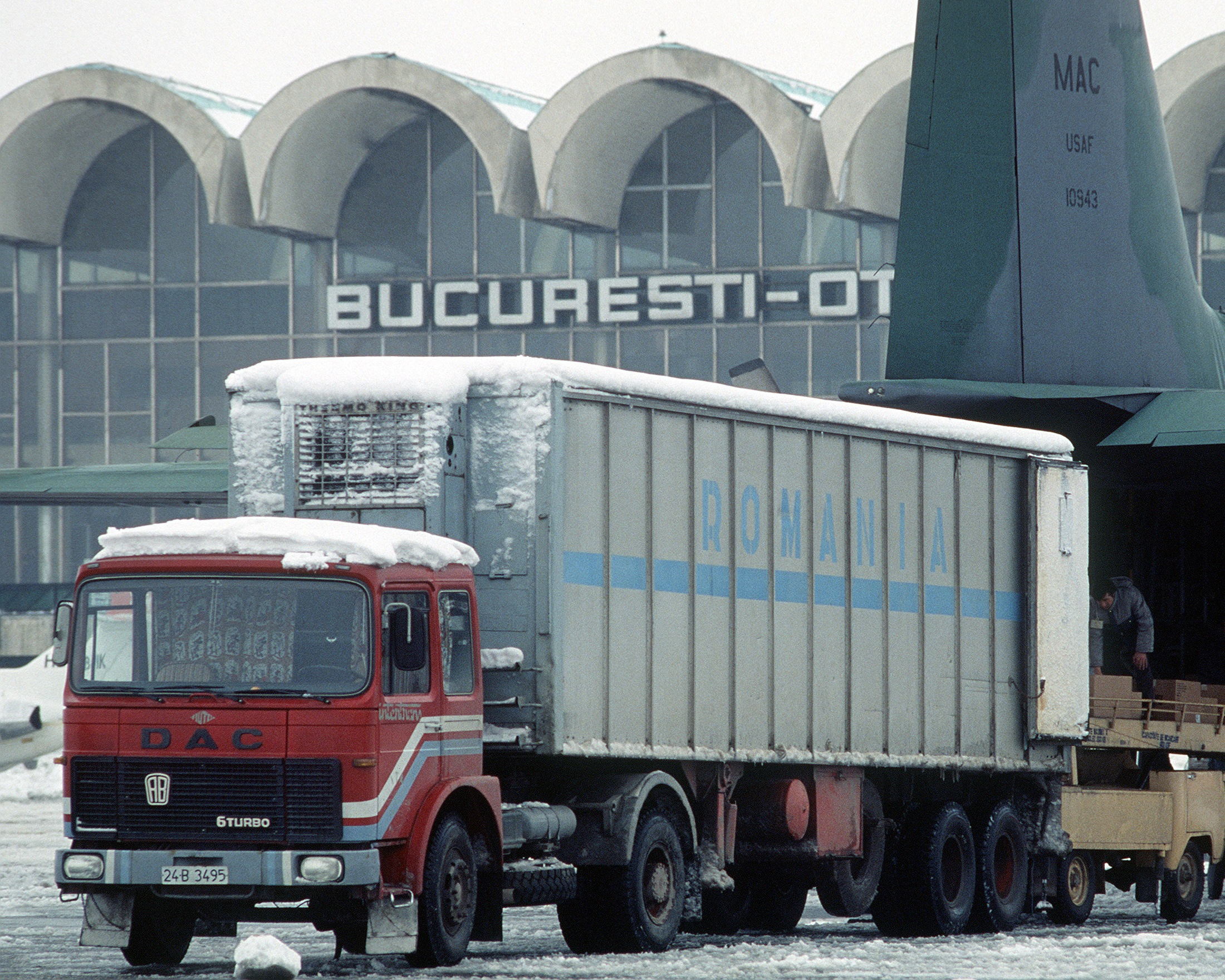
1989年アンリ・コアンダ国際空港で作業中のDAC 6 ターボ・トラック
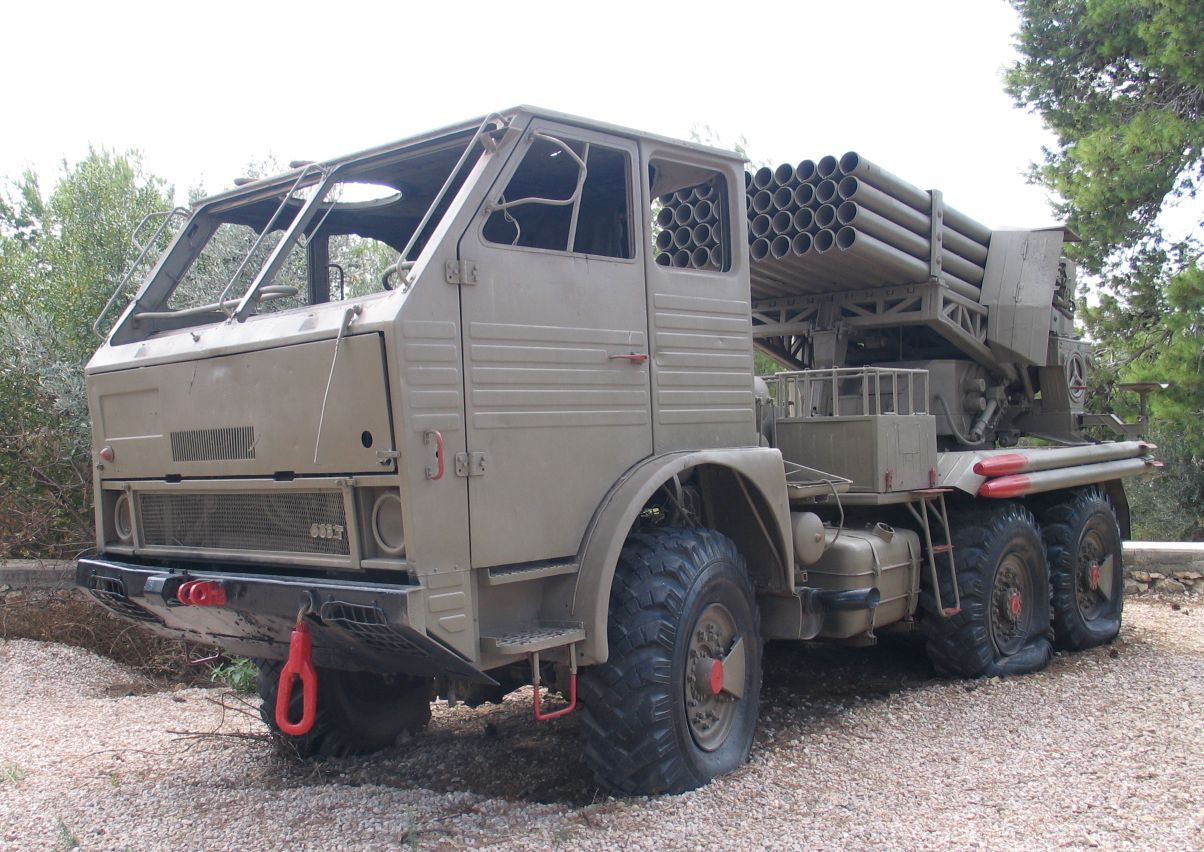
イスラエル、ジフロン・ヤアコヴで屋外展示されるAPRA-40（BM-21を搭載したDAC-665Tトラック）
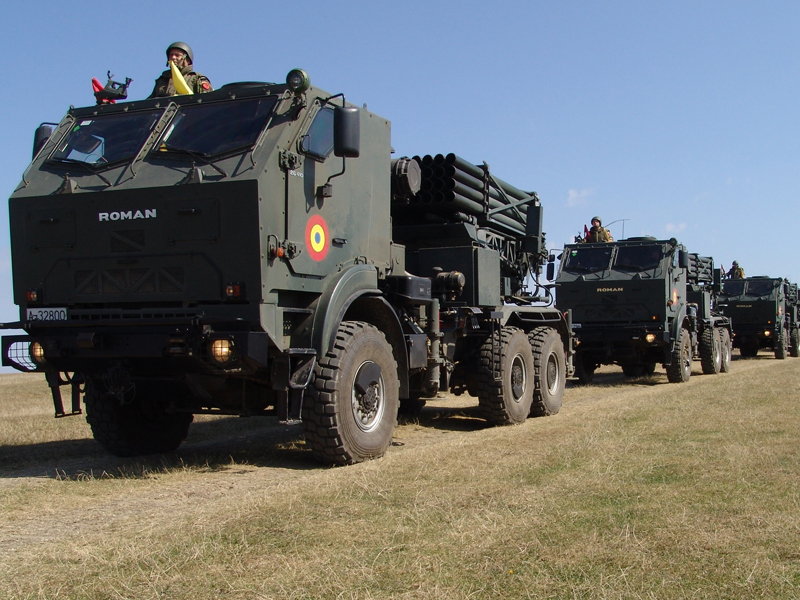
多連装ロケット砲を搭載したDACトラックで構成された第83ラロム大隊（エンブレムはROMAN）
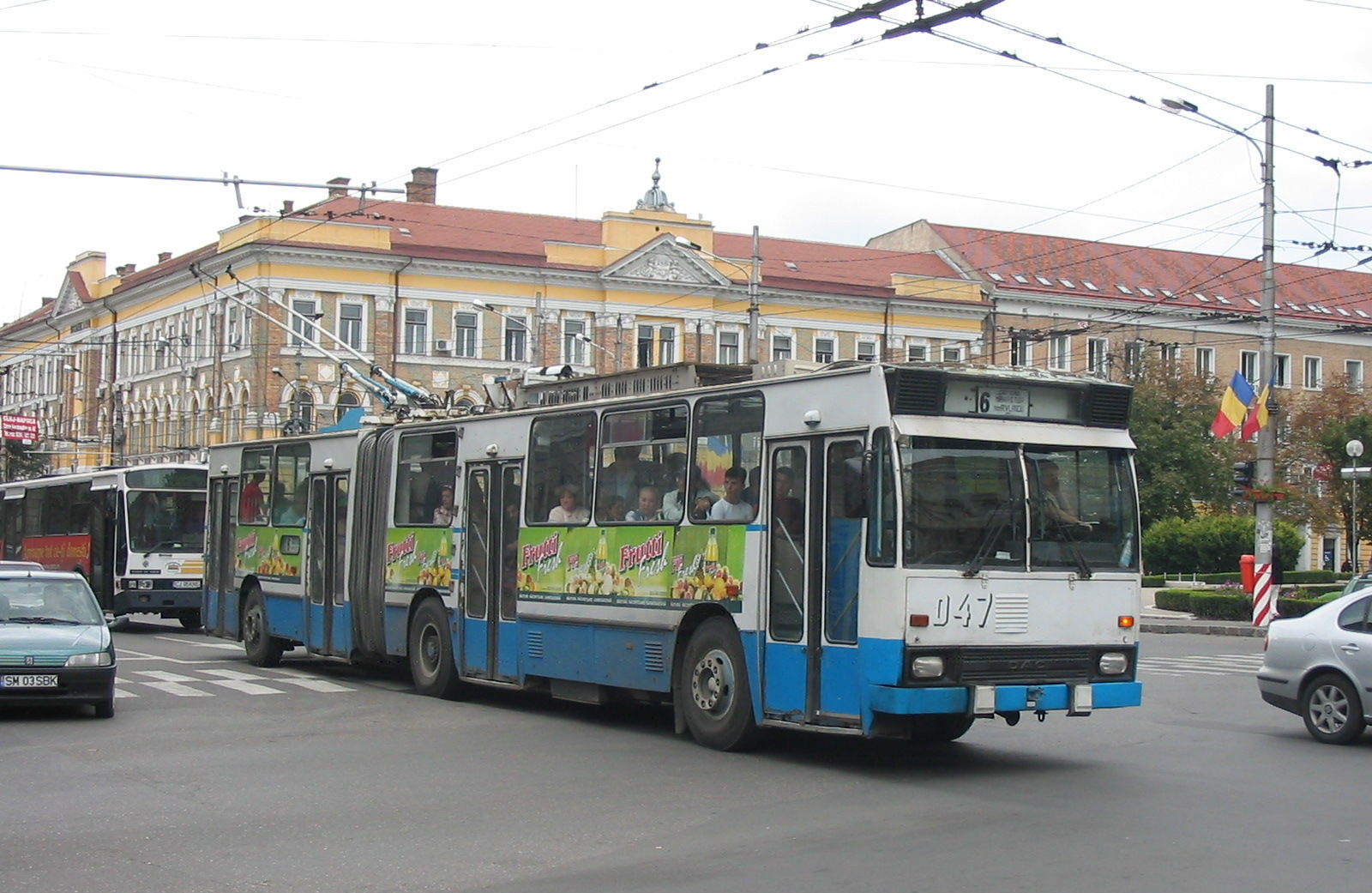
ロカー（Rocar）社車体のDACトロリーバス